# Seznam nasavských panovníků
Seznam nasavských panovníků zahrnuje postupně vládnoucí hrabata, dále hrabata a knížecí hrabata vládnoucí jednotlivým částem rozděleného Nasavska a nakonec vévody opětovně spojeného Nasavska. V současnosti titul drží a zároveň užívají velkovévodové lucemburští z rodu Nasavsko-Weilburského, resp. Bourbonsko-Parmského.

## Hrabata

Blason dynastie Nasavských

- Dudo-Oldřich Laurenburský – (1060–1123)
- Robert I. – (1123–1154), nebo také Ruprecht
- Arnold I. – (1123–1148)
- Gerhard – (1148–1151)
- Arnold II. – (1151–1154)
- Robert II. – (1154–1159)

- Walram I. – (1154–1198), syn Roberta I.
- Jindřich I. – (1158–1167), syn Arnolda I.
- Robert III. – (1160–1191), syn Arnolda I.
- Jindřich II. – (1198–1247), syn Walrama I.
- Robert IV. – (1198–1230), syn Walrama I.
- Oto I. – (1247–1255), hrabě z Nassau, Dillenburgu, Hadamaru, Siegenu, Herbornu a Beilsteinu
- Walram II. – (1249–1255), hrabě z Nassau, Wiesbadenu, Idsteinu, a Weilburgu

Po smrti Jindřicha II. v roce 1255 si jeho synové rozdělili území tak, že starší Walram II. získal především hrabství Nassau-Weilburg, zatímco mladší Oto I. získal hrabství Nassau-Siegen a Nassau-Dillenburg (od roku 1328).

### Nassau-Usingen
- Walrad – (1640–1702)
- Vilém Jindřich II. – (1702–1718)
- Karel – (1718–1775)
- Karel Vilém – (1775–1803)
- Fridrich August – (1803–1806), poté v letech 1806–1816 vévoda nasavský

## Vévodové
- Fridrich August – (1806–1816)

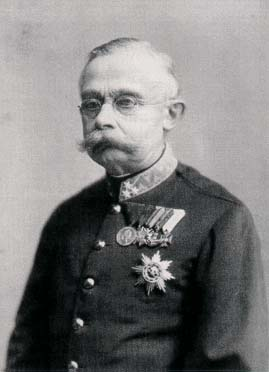
Adolf Lucemburský, prvním lucemburským velkovévodou z dynastie Nassau-Weilburg

- Vilém – (1816–1839), syn Fridricha Viléma Nasavsko-Weilburského
- Adolf – (1839–1866), nasavský vévoda do roku 1866, od roku 1890 velkovévoda lucemburský.

### Titulární vévodové
Po porážce Rakouského císařství v prusko-rakouské válce v roce 1866 bylo Nasavské vévodství jako spojenec Rakouska anektováno Pruskem. Vévoda Adolf byl zbaven trůnu a vévodství se spolu s dalšími anektovanými územími stalo součástí Pruského království jako provincie Hesensko-Nasavsko. Vévoda Adolf tak přišel o faktickou vládu v Nasavsku, titul mu ale zůstal. V roce 1890 zdědil po svém strýci Vilému III. velkovévodství Lucemburské.
- Adolf – (1866–1905), od roku 1890 velkovévoda lucemburský.
- Vilém IV. Lucemburský – (1905–1912)
- Marie-Adéla Lucemburská – (1912–1919)
- Šarlota Lucemburská – (1919–1964)
- Jan Lucemburský – (1964–2000)
- Jindřich I. Lucemburský – (od roku 2000)